# Десятое правительство Бриана
Десятое правительство Бриа́на — кабинет министров, правивший Францией 24 дня с 23 июня по 17 июля 1926 года, в период Третьей французской республики, в следующем составе:
- Аристид Бриан — председатель Совета министров и министр иностранных дел;
- Адольф Гийома — военный министр;
- Жан Дюран — министр внутренних дел;
- Жозеф Кайо — министр финансов;
- Антуан Дюрафур — министр труда, гигиены, благотворительности и условий социального обеспечения;
- Пьер Лаваль — министр юстиции;
- Жорж Лейг — морской министр;
- Бертран Ногаро — министр общественного развития и искусств;
- Поль Журдэн — министр пенсий;
- Франсуа Бине — министр сельского хозяйства;
- Леон Перье — министр колоний;
- Шарль Даниэль-Винсан — министр общественных работ;
- Фернан Шапсаль — министр торговли и промышленности.